# 特定家庭用機器再商品化法
特定家庭用機器再商品化法（とくていかていようききさいしょうひんかほう、平成10年6月5日法律第97号）は、家庭用電化製品のリサイクルを行い廃棄物を減らし、資源の有効利用の推進に関する法律である。家電リサイクル法などと略される。
主務官庁は経済産業省・環境省である。

## 目的
本法の目的は特定家庭用機器の小売業者・製造業者等による特定家庭用機器廃棄物の収集・運搬・再商品化等に関し適正・円滑な実施のための措置を講ずることにより、廃棄物の減量・再生資源の十分な利用等を通じて廃棄物の適正な処理・資源の有効な利用の確保を図り生活環境の保全・国民経済の健全な発展に寄与することにある（1条）。

## 対象製品
- エアコン
- テレビ（ブラウン管式および液晶・プラズマ式、有機EL式）[1]

チューナーを内蔵していないモニター（ビデオモニター、チューナーレステレビ）や、電池式（蓄電池を含む）の液晶テレビ（カーテレビ、携帯テレビ）などは対象外。また、パソコンのディスプレイ（CRTおよび液晶）はこの法律ではなく資源有効利用促進法（パソコンリサイクル法）の対象となる。
- 電気冷蔵庫および電気冷凍庫（ワインセラーを含む[2]）
- 電気洗濯機および衣類乾燥機（電気式、ガス式共）

すべて、業務用として製造・販売されている製品は対象外。
以上の家電を、特定4品目と呼ぶ。
上記対象品目については、法施行前は自治体（市町村）で粗大ゴミとして回収・処理がされていたが、施行後は自治体で回収しなくなった。

## リサイクル率の目標
家電リサイクル率の目標は、正式には「再商品化率」と呼ばれ、再資源化されたモノのなかでも有償で引き取られるものに限ってその値に計上している。法施行当初は50～60%を目標としていたが、徐々に目標率が高められ、現在は70～80%に設定されている（ただし、ブラウン管式テレビは55%のまま）。

## リサイクル料金
リサイクル料金はメーカーにより料金が変わる。概して大手メーカーは安く、指定法人に委託の中小メーカーは高い傾向にある。
メーカーによっては、事業再編や社名の変更などで製造時点の社名と現在のリサイクルを行う社名が異なる場合もあり、さらに複数の製造業者が同一のブランド（ロゴマーク）を使っていた製品があるなど事情が複雑化しているため、ここでは各社の区分や料金については記載しない。
なお、現存しないメーカー、公式リストにないメーカー（かつて販売されていたミシンメーカーのテレビや冷蔵庫、洗濯機など）も「指定法人（その他）」の扱いになる。
業者コードによる「A」と「B」の区別の仕方：例として「東芝ホームアプライアンス」（113）は「1」から始まるので「Aグループ」、「ソニー」（340）は「3」から始まるので「Bグループ」である「B」グループは「3.5.9」から始まる
近年の銅価格高騰により銅が多く使われるエアコンは、2007年4月1日と2008年11月1日にそれぞれ500円（消費税込み525円）の値下げが行なわれた（ヤンマーエネルギーシステム株式会社を除く）。
2008年11月1日から一部のメーカーではブラウン管式テレビと電気冷蔵庫・冷凍庫はサイズを2種類に分け、小サイズ（テレビは15インチ以下、冷蔵庫は170リットル以下）の料金を値下げ（サイズ区分をしないメーカー品は小サイズでも価格は同じである）。

## 回収率の目標
2015年から使用済み家電四品目の回収率（収集率）の目標が設定された。四家電全体で2018年に56％とするという目標である。現在、この目標は達成されたが、エアコンの回収率が4割に満たないことから、エアコンの回収率向上策などが検討されている。 

## リサイクルの仕組み
まず、対象製品を廃棄をする人は、リサイクル料金等の費用を負担して、購入した販売店（中古品の小売業者を含む）あるいは、買替えの際の販売店に、引き取ってもらう。
その後、販売店は各都道府県で1〜数箇所ある集積場所（指定引取場所）に運び、そこから各社のリサイクル工場に運搬される。
郵便局でリサイクル券を購入し貼り付けて、直接指定引取場所に持ち込んでも良い。
製品を購入した販売店が閉店した、遠隔地に引っ越したために購入先が遠い、他人から貰ったなどの場合は直接指定引取場所に持ち込むか、地域によっては自治体や家電量販店、電器店が窓口となって引き取るところもある。
リサイクル工場ではケーブルひとつまで細かく分別され、再利用が可能なものは、必要な加工をしたうえで家電の製造工場に運搬され、材料として使用される。再利用が不可能なものだけが、初めて廃棄される。
大地震や台風などの風水害などに被災して使用不能になったテレビ・冷蔵庫・洗濯機・エアコンについては、新潟県中越沖地震では被害の大きかった柏崎市では、災害廃棄物の特別措置として無料で収集を行ったが、その後の災害については無料で収集を行う場合と通常の被災者負担によるリサイクル手続きの場合に分かれている。環境省では、自治体が災害廃棄物として収集後、対象品目を分別し、家電リサイクル法に基づくリサイクルルートに乗せることを原則とアナウンスしている。

## 家電リサイクル法の問題点
パソコンや自動車では、新品の販売価格にリサイクル料金が上乗せされて販売されているが、この法律の対象となるテレビ・冷蔵庫・洗濯機・エアコンは廃棄する際にリサイクル券を購入する後払い方式となるため、かえって不法投棄を誘発しているとの指摘がされている。特に、小型テレビや冷蔵庫のリサイクル料が割高ではないかとの指摘もあり、業界団体の電子情報技術産業協会（JEITA）が、小型テレビや冷蔵庫のリサイクル料金を引き下げた。不法投棄台数は2011年以降減少しているが、不法投棄問題への批判は根強い。

また、「見えないフロー」と呼ばれる問題が指摘されている。例えば、軽トラックなどで“廃家電の無料回収”を謳う業者が存在し、回収された品物は輸出して修理された後再び販売されたり、分解し金属買取業者に販売されたりし、家電リサイクル法のリサイクルルートにのらないで処理されるケースがある。自治体の収集運搬の免許がない業者の場合、廃棄物の処理及び清掃に関する法律（廃棄物処理法）に違反する。2010年6月10日、神奈川県警察・宮城県警察は消費者庁と連携して、自治体の許可なしで収集運搬したとし神奈川県藤沢市の廃品回収業者を摘発している。また悪質な業者はリサイクル料を徴収した上で夜中に人目の付かない所へ不法投棄をしたり、上記の業者へ渡したりすることもある。実際の例として奈良の国道事務所が冷蔵庫の買い替えの際、正規のリサイクル料金を払って家電店に処理を委託したが、この家電店主が廃品業者に横流して横領し舞鶴から輸出される船上でコンプレッサー部分の銅製品などを抜き取り、不要な部分は海上に投棄して対馬海流に乗って飛島に漂着ゴミとなった経緯やリサイクル券の管理団体の杜撰な管理実態などが『報道特捜プロジェクト』の最終回放送で暴露された。国立環境研究所は、この使用済み家電の見えないフローについて先駆的に推計を行っている。国は、その後、使用済み家電四品目のフローの調査を定期的に行い、この問題の見える化とともに不適正な処理に対して対策を講じてきた。
また、2009年度頃から、地上波デジタルテレビジョン放送に対応したテレビの普及に伴い、アナログ放送のみ対応の旧来型のテレビの不法投棄が増加している。これは、国の政策により2011年7月24日までに地上波アナログ放送を終了し、地上波デジタル放送に完全移行することに伴うもので、不要になったテレビの処分費用を抑えるための行為とみられる。家電エコポイント制度等で多少の補助等はあったものの、家電リサイクル法の対象から除外されることはなく、結果的にテレビの買い替え・アンテナの設置・古いテレビの処分と、三重の負担を強いられる状態となっている。

## 法律の見直し議論ならびに今後について

### 第1回見直し議論
特に液晶テレビにおいては相当量の金属の回収が見込めることとバックライトに自治体での処理が困難な水銀が使用されていることから「電器・電子機器リサイクルに関する検討小委員会」から品目追加の方向性が表明され、ガラスパネルの再商品化にかかる技術やコストおよびブラウン管テレビとは大きく異なる素材構成が問題視されており更なる検討が必要と考えられた。そのため2007年8月31日の環境省、経済産業省合同審議会で薄型テレビ（液晶・プラズマディスプレイ。電池式は除く）および衣類乾燥機が家電リサイクル法の対象に追加することを決定、2007年度中に技術的な課題を解決し同法の政令を改正、2009年度に新制度を導入することとなった。
同時に電子レンジも家電リサイクル法の対象候補に挙がったが、小型化や軽量化が進んでいることと販売価格も低めであることからリサイクル料金の負担を求めることが困難とされ見送られた。

### 第2回見直し議論
回収率目標が設定された。

### 第3回見直し議論
開始されたところ。

## 沿革
- 2001年4月1日 家電リサイクル法、本格施行
- 2004年4月1日 対象品目に電気冷凍庫を追加（料金は冷蔵庫と同じ）
- 2006年6月 産業構造審議会・中央環境審議会の合同会合（以下「両審議会」という。）において1度目の法律の実施状況の評価と見直し検討の議論が開始
- 2007年4月1日 エアコンの料金を500円（消費税込み525円）値下げ（1回目）
- 2008年2月 両審議会による「家電リサイクル制度の施行状況の評価・検討に関する報告書」の取りまとめ
- 2008年11月1日 エアコンの料金を500円（消費税込み525円）値下げ（2回目）。またテレビと冷蔵庫・冷凍庫のサイズ区分を2種類とし、小サイズの料金を値下げ（サイズ区分を行っていないメーカーもある）
- 2009年4月1日 対象品目に薄型テレビ（液晶テレビ・プラズマテレビ）と衣類乾燥機（料金は洗濯機と同じ）を追加、再商品化基準の見直し
- 2009年10月1日 今まで多くの指定引き取り場所がAグループとBグループ別の引き取りとなっていたが全ての引き取り場所で全製造事業者の製品の引き取りが可能となる。
- 2013年5月 両審議会が2度目の法律の実施状況の評価と見直し検討の議論を開始
- 2014年10月 両審議会による「家電リサイクル制度の施行状況の評価・検討に関する報告書」の取りまとめ
- 2015年3月 回収率目標を設定
- 2015年4月 再商品化基準の見直し
- 2016年3月 回収率目標達成アクションプランの策定
- 2021年4月 両審議会が3度目の法律の実施状況の評価と見直し検討の議論を開始[18]
- 2024年4月1日 対象品目に薄型テレビ（有機ELテレビ）を追加[1]

## 構成
- 第1章 総則（1・2条）
- 第2章 基本方針等（3 - 8条）
- 第3章 小売業者の収集及び運搬（9 - 16条）
- 第4章 製造業者等の再商品化等の実施（17 - 31条）
- 第5章 指定法人（32 - 42条）
- 第6章 雑則（43 - 57条）
- 第7章 罰則（58 - 62条）
- 附則